# Кушко, Леонтий Семёнович
Леонтий Семенович Кушко (25 июля 1920, поселок Овидиополь, теперь город Одесской области — ?)  — украинский советский деятель, новатор сельскохозяйственного производства, тракторист Овидиопольской МТС, бригадир тракторной бригады колхоза имени Дзержинского Овидиопольского района Одесской области. Депутат Верховного Совета УССР 5-6-го созывов. Герой Социалистического Труда (26.02.1958).

## Биография
Родился в крестьянской семье 25 июля (по другим данным — 20 июня) 1920 года. Окончил училище механизации сельского хозяйства.
В 1936—1940 годах — тракторист-механизатор Овидиопольской машинно-тракторной станции (МТС) в колхозе «Первая пятилетка» Овидиопольского района Одесской области.
В 1941—1944 годах — в Красной армии, участник Великой Отечественной войны.
В 1944—1947 годах — тракторист, в 1947—1958 годах — бригадир 2-й тракторной бригады Овидиопольской машинно-тракторной станции (МТС) Овидиопольского района Одесской области. Бригада из года в год собирала высокие урожаи зерновых культур и кукурузы без затрат ручного труда, широко внедряла в производство достижения науки и техники.
Член ВКП(б) с 1948 года.
В 1958—1974 годах — бригадир тракторной бригады колхоза имени Дзержинского города Овидиополя Беляевского (затем — Овидиопольского района Одесской области. В 1962 году бригада Кушко получила по 26,9 центнеров зерновых и 33,4 центнеров кукурузы с гектара.
С 1974 года — начальник комплексного механизированного отряда колхоза имени Дзержинского города Овидиополь Овидиопольского района Одесской области. Руководил курсами механизаторов в колхозе.
Потом — на пенсии в городе Овидиополе Одесской области.

## Награды
- Герой Социалистического Труда (26.02.1958)
- орден Ленина (26.02.1958)
- два ордена Трудового Красного Знамени
- Большая золотая медаль ВДНХ СССР (1958)
- медали